# De Havilland

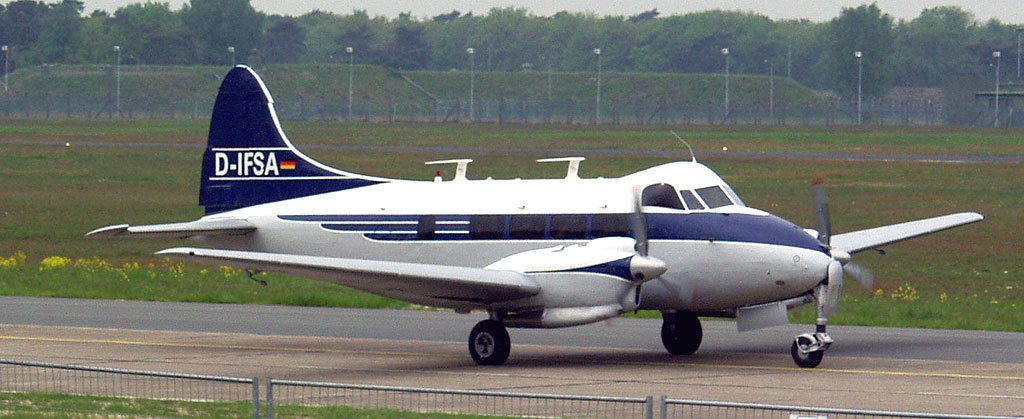
De Havilland DH-104 Dove

de Havilland var en brittisk flygplanstillverkare som grundades 1920 av Geoffrey de Havilland. Under 1920-, och 1930-talen tillverkades ett stort antal Mothar, dåtidens populäraste skol- och allmänflygplan. De första exemplaren av de Havillands flygplan producerades av Aircraft Manufacturing Co (Airco) samt på licenser i olika länder. 
Bolaget tillverkade även motorer, framför allt den fyrcylindriga radmotorn Gipsy Major på 130 hk som bland annat satt i den välkända Tiger Moth. Senare utvecklades även jetmotorer och turbopropmotorer.
År 1960 övertogs företaget av Hawker Siddeley.

## De Havilland-modeller

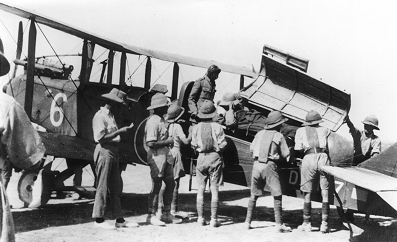
En brittisk de Havilland DH 9 som flygambulans i kolonialkriget i Somaliland 1920.

- Airco DH 2
- Airco DH 5
- Airco DH 6
- Airco DH 9
- DH 60 Moth
- DH 60 Cirrus Moth
- DH 60 Genet Moth
- DH 60 Hermes Moth
- DH 60 Gipsy Moth
- DH 66 Hercules
- DH 80 Puss Moth
- DH 82 Tiger Moth
- DH 83 Fox Moth
- DH 84 Dragon
- DH 85 Leopard Moth
- DH 86 Express
- DH 87 Hornet Moth
- DH 88 Comet Racer
- DH 89 Dragon Rapide
- DH 90 Dragonfly
- DH 91 Albatross
- DH 92 Dolphin
- DH 93 Don
- DH 98 Mosquito
- DH 100 Vampire
- DH 103 Hornet
- DH 104 Dove (Devon)
- DH 105 Flamingo
- DH 106 Comet
- DH 110 Sea Vixen
- DH 112 Venom
- DH 113 Vampire
- DH 114 Heron
- DH 115 Vampire Trainer
- DH 121 Trident
- DH 125 Jet Dragon